# Czechosłowacja na Letnich Igrzyskach Olimpijskich 1960
Czechosłowację na Letnich Igrzyskach Olimpijskich 1960 reprezentowało 116 zawodników, 99 mężczyzn i 17 kobiet.

## Zdobyte medale
| Medal  | Zawodnik | Dyscyplina    | Konkurencja                    | Rezultat    |
| ------ | --- | ------------- | ------------------------------ | ----------- |
| Złoto  | Bohumil Němeček | Boks          | Waga lekkopółśrednia           | [ 1 ]       |
| Złoto  | Eva Bosáková | Gimnastyka    | Ćwiczenia na równoważni        | 19,283 pkt  |
| Złoto  | Václav Kozák Pavel Schmidt                                                                                                   | Wioślarstwo   | Dwójka podwójna                | 6:47,50     |
| Srebro | Dana Zátopková | Lekkoatletyka | Rzut oszczepem                 | 53,78 m     |
| Srebro | Věra Čáslavská Eva Bosáková Ludmila Švédová Adolfína Tačová Hana Růžičková Matylda Matoušková-Šínová                         | Gimnastyka    | Wielobój drużynowo             | 373,323 pkt |
| Brąz   | Josef Němec | Boks          | Waga ciężka                    | [ 1 ]       |
| Brąz   | Bohumil Janoušek Jan Jindra Jiří Lundák Stanislav Lusk Václav Pavkovič Luděk Pojezný Jan Švéda Josef Věntus Miroslav Koníček | Wioślarstwo   | Ósemka                         | 6:04,84     |
| Brąz   | Bohumil Kubát | Zapasy        | Waga ciężka w stylu klasycznym | [ 1 ]       |